# Rossidrilus terraenovae
Rossidrilus terraenovae is een ringworm uit de familie van de Naididae. De wetenschappelijke naam van de soort is voor het eerst geldig gepubliceerd in 1996 door Erséus & Rota.